# Eigenaar (lied)
Eigenaar is een lied van de Nederlandse producer Spanker in samenwerking met de Nederlandse rappers Idaly, Murda, Kevin, Hef en Frenna. Het werd in 2021 als single uitgebracht.

## Achtergrond
Eigenaar is geschreven door Francis Edusei, Idaly Faal, Julliard Frans, Kevin de Gier, Önder Doğan en Tevin Irvin Plaate en geproduceerd door Spanker. Het is een nummer dat past in het genre nederhop met effecten uit de trap en de eerste single die Spanker uitbracht onder zijn eigen label The Legendary Sound. Hij wilde dit groots uitpakken door veel verschillende bekende rappers een deel van het nummer te laten rappen. Hij beschreef de rappers als een "all star line-up". In het lied rappen de artiesten over het zijn van eigen baas, het hebben van geld en andere successen. 
Het is de eerste keer dat al de artiesten tegelijkertijd op een lied te horen zijn. Wel werd er meermaals onderling samengewerkt. Spanker en Idaly deden dit op Bende en Spanker en Murda op Shutdown. Met Kevin had de bescheiden hit Villa en met Frenna Money long. Idaly rapte met Murda op het lied IJs. Idaly en Kevin werkten veelvoudig met elkaar samen. Dit was op Bij mij, Hyena's, Ik kom je halen, Family en Bagage. Ze werkten na Eigenaar nogmaals samen op Praat met mij, Betalen voor dit en Jij weet. Bij Hyena's en 'Bagage rapte Hef ook mee en bij Betalen voor dit had Frenna ook een rapgedeelte. Een ander lied waarop Idaly en Hef samenwerkten was In de kou. Frenna had met Idaly de hits Louboutin en Paris gemaakt. 
Met Kevin en Hef stond Murda op Wejo, met Kevin alleen op Paraplu en met Hef alleen op Rodeo. Murda en Kevin werkten na Eigenaar nogmaals samen op Class. Ook met Frenna had Murda eerder al nummers uitgebracht, namelijk Soon en Rompe. Ze herhaalden hun samenwerking op 10 racks. De samenwerking tussen Kevin en Hef was een vruchtbare. Voor Eigenaar waren ze al samen te horen op Double up, Allemaal voor niks, Wejo, Als ik naar huis ga, Knowledge, Niet huilen, De wereld is van jou, Hometown, 24/7 en 1000 tranen. Na Eigenaar deden zij dit nogmaals op Kameraden voor het leven. Frenna en Kevin waren beide nog niet eerder op een track te horen, maar werkten na Eigenaar nogmaals samen op de remixversie van Adem je in, Hide 'n seek en Betalen voor dit. Ten slotte was het de eerste en anno 2023 de enige keer dat Hef en Frenna samen een hit hadden.

## Hitnoteringen
De artiesten hadden bescheiden succes met het lied in Nederland. Het piekte op de veertigste plaats van de Single Top 100 in de drie weken dat het in deze hitlijst te vinden was. De Top 40 en haar Tipparade werden niet bereikt.